# Eurycletodes laticauda
Eurycletodes laticauda är en kräftdjursart som först beskrevs av Boeck 1872.  Eurycletodes laticauda ingår i släktet Eurycletodes och familjen Argestidae. Inga underarter finns listade i Catalogue of Life.